# Ctenochira fecula
Ctenochira fecula är en stekelart som beskrevs av Dmitriy R. Kasparyan 1973. Ctenochira fecula ingår i släktet Ctenochira och familjen brokparasitsteklar. Inga underarter finns listade i Catalogue of Life.